# Galatasaray Spor Kulübü 2005-2006
Questa voce raccoglie le informazioni riguardanti il Galatasaray Spor Kulübü nelle competizioni ufficiali della stagione 2005-2006.

## Avvenimenti
Eric Gerets viene chiamato ad allenare la società di Istanbul. Il Galatasaray vince il campionato davanti ai rivali del Fenerbahçe, anche grazie al prolifico attacco formato dalla coppia Ateş-Karan (35 reti in due). In coppa nazionale si fermano ai quarti contro il Fenerbahçe per la regola dei gol fuori casa (3-3) dopo aver vinto il proprio girone comprendente Malatyaspor, Diyarbakırspor, Giresunspor e Mersin İdman Yurdu.
In Coppa UEFA è il Tromsø a estromette i turchi nel primo turno preliminare (2-1).

## Organico 2005-2006

### Rosa
| N. |                      | Ruolo | Calciatore       |
| -- | -------------------- | ----- | ---------------- |
| 1  | Colombia (bandiera)  | P     | Faryd Mondragón  |
| 2  | Croazia (bandiera)   | D     | Stjepan Tomas    |
| 4  | Camerun (bandiera)   | D     | Rigobert Song    |
| 5  | Turchia (bandiera)   | D     | Orhan Ak         |
| 6  | Turchia (bandiera)   | D     | Yalçın Ayhan     |
| 7  | Camerun (bandiera)   | C     | Alioum Saidou    |
| 8  | Rep. Ceca (bandiera) | A     | Marek Heinz      |
| 9  | Turchia (bandiera)   | A     | Hakan Şükür      |
| 10 | Turchia (bandiera)   | A     | Necati Ateş      |
| 11 | Turchia (bandiera)   | C     | Hasan Şaş        |
| 12 | Turchia (bandiera)   | P     | Aykut Erçetin    |
| 17 | Turchia (bandiera)   | P     | Fevzi Elmas      |
| 18 | Turchia (bandiera)   | C     | Ayhan Akman      |
| 19 | Turchia (bandiera)   | D     | Cihan Haspolatlı |
| 20 | Turchia (bandiera)   | C     | Volkan Arslan    |

| N. |                     | Ruolo | Calciatore     |  |
| -- | ------------------- | ----- | -------------- |  |
| 21 | Turchia (bandiera)  | D     | Emre Aşık      |  |
| 22 | Serbia (bandiera)   | C     | Saša Ilić      |  |
| 24 | Turchia (bandiera)  | C     | Mehmet Güven   |  |
| 25 | Turchia (bandiera)  | D     | Ferhat Öztorun |  |
| 26 | Turchia (bandiera)  | C     | Aydin Yılmaz   |  |
| 27 | Turchia (bandiera)  | A     | Özgürcan Özcan |  |
| 29 | Turchia (bandiera)  | C     | Mülayim Erdem  |  |
| 33 | Turchia (bandiera)  | C     | Uğur Uçar      |  |
| 50 | Turchia (bandiera)  | C     | Uğur Demirok   |  |
| 55 | Germania (bandiera) | D     | Sabri Sarıoğlu |  |
| 58 | Turchia (bandiera)  | A     | Hasan Kabze    |  |
| 61 | Turchia (bandiera)  | D     | Suat Usta      |  |
| 67 | Turchia (bandiera)  | C     | Ergün Penbe    |  |
| 99 | Turchia (bandiera)  | A     | Ümit Karan     |  |